# Col Falcone (Colfiorito)
Col Falcone (Colfiorito) este o arie protejată (arie specială de conservare — SAC, sit de importanță comunitară — SCI) din Italia întinsă pe o suprafață de 267 ha, integral pe uscat.

## Localizare
Centrul sitului Col Falcone (Colfiorito) este situat la coordonatele 43°03′32″N 12°53′07″E / 43.058752°N 12.885178°E.

## Înființare
Situl Col Falcone (Colfiorito) a fost declarat sit de importanță comunitară în iunie 1995 pentru a proteja 71 de specii de animale. Situl a fost protejat și ca arie specială de conservare în august 2014.

## Biodiversitate
Situată în ecoregiunea continentală, aria protejată conține 2 habitate naturale: Păduri ilirice de stejar și carpen (Erythronio-Carpinion), Pajiști uscate seminaturale și facies de acoperire cu tufișuri pe substraturi calcaroase (Festuco-Brometalia) (* situri importante pentru orhidee).
La baza desemnării sitului se află mai multe specii protejate:
- păsări (63): uliu păsărar (Accipiter nisus), pițigoi codat (Aegithalos caudatus), ciocârlie-de-câmp (Alauda arvensis), fâsă-de-câmp (Anthus campestris), fâsă de luncă (Anthus pratensis), fâsă de pădure (Anthus spinoletta), fâsă de pădure (Anthus trivialis), lăstunul mare (Apus apus), cucuvea (Athene noctua), șorecarul comun (Buteo buteo), caprimulg (Caprimulgus europaeus), sticlete (Carduelis carduelis), erete de stuf (Circus aeruginosus), erete vânăt (Circus cyaneus), porumbel gulerat (Columba palumbus), cioară neagră (Corvus corone), prepeliță (Coturnix coturnix), cuc (Cuculus canorus), pițigoi albastru (Cyanistes caeruleus), lăstun de casă (Delichon urbicum), ciocănitoare pestriță mare (Dendrocopos major), presură sură (Emberiza calandra), presură bărboasă (Emberiza cirlus), presură de grădină (Emberiza hortulana), măcăleandru (Erithacus rubecula), șoimul rândunelelor (Falco subbuteo), vânturel roșu (Falco tinnunculus), cinteză (Fringilla coelebs), gaiță (Garrulus glandarius), rândunică (Hirundo rustica), sfrâncioc roșiatic (Lanius collurio), câneparul (Linaria cannabina), ciocârlie de pădure (Lullula arborea), codobatură galbenă (Motacilla alba), pietrar sur (Oenanthe oenanthe), ciuf-pitic (Otus scops), pițigoi mare (Parus major), vrabie de câmp (Passer montanus), potârniche (Perdix perdix), pițigoi de brădet (Periparus ater), fazan (Phasianus colchicus), codroș de munte (Phoenicurus ochruros), codroșul de pădure (Phoenicurus phoenicurus), pitulice de munte (Phylloscopus collybita), coțofană (Pica pica), ciocănitoarea verde (Picus viridis), pițigoi sur (Poecile palustris), brumăriță de pădure (Prunella modularis), aușel cu cap galben (Regulus regulus), mărăcinar (Saxicola rubetra), mărăcinar negru (Saxicola torquatus), țiclete (Sitta europaea), huhurez mic (Strix aluco), graur (Sturnus vulgaris), silvie cu cap negru (Sylvia atricapilla), silvie de câmp (Sylvia communis), pănțărușul (Troglodytes troglodytes), sturzul viilor (Turdus iliacus), mierlă (Turdus merula), sturz-cântător (Turdus philomelos), sturz (Turdus pilaris), sturzul de vâsc (Turdus viscivorus), pupăză (Upupa epops)
- amfibieni (1): Triturus carnifex
- mamifere (3): lupul (Canis lupus), liliac cu urechi de șoarece (Myotis blythii), liliac comun (Myotis myotis)
- nevertebrate (4): croitorul mare al stejarului (Cerambyx cerdo), fluturele auriu (Euphydryas aurinia), rădașcă (Lucanus cervus), Rosalia alpina

Pe lângă speciile protejate, pe teritoriul sitului au mai fost identificate 1 specie de păsări, 2 specii de amfibieni, 12 specii de mamifere, 1 specie de nevertebrate, 2 specii de reptile.